# Rijnvoetbalkampioenschap 1911/12
In 1911/12 werd het vijfde Rijnvoetbalkampioenschap gespeeld, dat georganiseerd werd door de Zuid-Duitse voetbalbond. De competitie werd georganiseerd als Westkreisliga.
Op 2 november 1911 fuseerden Mannheimer FG 1896, Mannheimer VfB Union en Mannheimer FC Viktoria 1897 tot de nieuwe club VfR Mannheim. Er werd aan Phönix Mannheim ook gevraagd om te fuseren, maar deze club weigerde dit en tot ieders verrassing was het ook deze club, en niet de fusieclub die de titel kon veroveren. De club plaatste zich zo voor de Zuid-Duitse eindronde. De vier kampioenen speelden in groepsfase en de club werd tweede. 

## Westkreisliga
| Plaats | Club                      | Wed. | W | G | V  | Saldo | Ptn.  |
| ------ | ------------------------- | ---- | - | - | -- | ----- | ----- |
| 1.     | Mannheimer FC Phönix 02   | 14   | 8 | 4 | 2  | 33:13 | 20:8  |
| 2.     | FV Kaiserslautern         | 14   | 8 | 4 | 2  | 58:18 | 20:8  |
| 3.     | VfR Mannheim              | 14   | 8 | 2 | 4  | 42:25 | 18:10 |
| 4.     | FC Pfalz Ludwigshafen     | 14   | 5 | 5 | 4  | 27:23 | 15:13 |
| 5.     | Ludwigshafener FG 03      | 14   | 6 | 3 | 5  | 23:31 | 15:13 |
| 6.     | FK Olympia 1898 Darmstadt | 14   | 5 | 2 | 7  | 17:30 | 12:16 |
| 7.     | SC Germania Ludwigshafen  | 14   | 1 | 4 | 9  | 15:43 | 6:22  |
| 8.     | FC Phönix 04 Ludwigshafen | 14   | 2 | 2 | 10 | 13:45 | 6:22  |

|  | Play-off voor deelname aan de eindronde |
|  | Degradatie                              |

Play-off
Heen
|               |                   |       |                         |           |
| 17 maart 1912 | FV Kaiserslautern | 2 - 0 | Mannheimer FC Phönix 02 | Karlsruhe |
| 17 maart 1912 |                   |       |                         | Karlsruhe |

Heen
|               |                         |       |                   |           |
| 24 maart 1913 | Mannheimer FC Phönix 02 | 2 - 0 | FV Kaiserslautern | Karlsruhe |
| 24 maart 1913 |                         |       |                   | Karlsruhe |